# The News Today (Bangladesh)
The News Today est un quotidien en langue bengalie, publié à Dacca, au Bangladesh. Le rédacteur en chef du journal est Roy et il est publié par Roy Media Limited,.